# 1646

## Родени
- 1 юли – Готфрид Лайбниц, немски учен, дипломат и юрист
- 19 август – Джон Фламстед, английски астроном